# Limbdi
Limbdi là một thành phố và khu đô thị của quận Surendranagar thuộc bang Gujarat, Ấn Độ.

## Địa lý
Limbdi có vị trí 22°34′B 71°48′Đ / 22,57°B 71,8°Đ Nó có độ cao trung bình là 53 mét (173 feet).

## Nhân khẩu
Theo điều tra dân số năm 2001 của Ấn Độ, Limbdi có dân số 40.067 người. Phái nam chiếm 52% tổng số dân và phái nữ chiếm 48%. Limbdi có tỷ lệ 70% biết đọc biết viết, cao hơn tỷ lệ trung bình toàn quốc là 59,5%: tỷ lệ cho phái nam là 78%, và tỷ lệ cho phái nữ là 62%. Tại Limbdi, 12% dân số nhỏ hơn 6 tuổi.